# Danny Nucci
Pour les articles homonymes, voir Nucci.
Danny Nucci est un acteur américain d'origine italienne et marocaine, né le 15 septembre 1968 à Klagenfurt (Autriche).
Il est connu pour son rôle de Michael « Mike » Foster dans la série télévisée américaine The Fosters.

## Biographie

### Carrière
En août 2013, il rejoint le casting principal de la série télévisée The Fosters produite par Jennifer Lopez dans le rôle de Michael Foster « Mike ». La série est diffusée entre le 3 juin 2013 et le 6 juin 2018 sur ABC Family / Freeform.

## Filmographie

### Cinéma
- 1985 : American Drive-In de Krishna Shah : Tommy
- 1985 : Explorers : Nasty Kid at School
- 1990 : Elles craquent toutes sauf une (Book of Love) : Spider Bomboni
- 1993 : Les Survivants (Alive) : Hugo Díaz
- 1993 : Roosters : Hector Morales
- 1992 : L'Équipée infernale (Rescue Me) : Todd
- 1995 : USS Alabama (Crimson Tide) : quartier-maître de première classe Danny Rivetti
- 1995 : Im Sog des Bösen : Rico Sanchez
- 1995 : Homage : Gilbert Tellez
- 1996 : Le Corps du délit (The Big Squeeze) : Jesse Torrejo
- 1996 : Rock (The Rock) : Lieutenant Shepard
- 1996 : L'Effaceur (Eraser) : WITSEC Deputy Monroe
- 1997 : Titanic : Fabrizio De Rossi
- 1997 : Le Petit Grille-pain courageux : À la rescousse (The Brave Little Toaster to the Rescue) (vidéo) : Alberto (voix)
- 1997 : La Part du mal (Love Walked In) de Juan José Campanella : Cousin Matt
- 1997 : C'est ça l'amour? (That Old Feeling) de Carl Reiner : Joey Donna
- 1998 : Sugar: The Fall of the West
- 1998 : The Unknown Cyclist : Gaetano Amador
- 1998 : Shark in a Bottle : Guy Normal
- 1998 : Sublet de John Hamilton : Stuart Dempsey
- 1999 : Tuesday's Letters
- 1999 : Friends and Lovers : David Dave
- 2002 : Do It for Uncle Manny : Oscar
- 2003 : American Cousins : Gino
- 2005 : Break a Leg : EJ Inglewood
- 2006 : The Way Back Home : Paul Reeds
- 2006 : World Trade Center : Officer Giraldi

### Télévision

#### Séries télévisées
- 1984 : Pryor's Place : Freddy
- 1986 : Quoi de neuf, docteur ? (Saison 2 Episode 5) : Scooter Krassner[3]
- 1987 : Des jours et des vies (Days of Our Lives) : Marvin (1987)
- 1988 : Falcon Crest : Gabriel Ortega (1988-1989)
- 1990 : Code Quantum (saison 3, épisode 3)  : Tony Pronti
- 1999 : Snoops (en) : Manny Lott
- 2003 : Shérifs à Los Angeles : Rico Amonte
- 2004 : Dr House (saison 1 épisode 15) : Bill Arnello (le frère mafieux)
- 2008 : The Mentalist (saison 1, épisode 9) : Rouge flamme (Ben Machado)
- 2009 : Castle (saison 2, épisode 9) : Gilbert Mazzara
- 2012 : Arrow (saison 1, épisode 10) : un pompier
- 2013-2018 : The Fosters : Mike Foster (rôle principal - 88 épisodes)
- 2018 : The Rookie : détective Sanford Motta (2 épisodes)
- 2022 : The Offer (mini-série) : Mario Biaggi

#### Téléfilms
- 1986 : La Loi du campus (Brotherhood of Justice) : Willie
- 1986 : Combat High : Jai
- 1986 : Les Enfants de la nuit (The Children of Times Square) : Luis Sotavento
- 1987 : An Enemy Among Us : Scott Fischer
- 1993 : For the Love of My Child: The Anissa Ayala Story : Airon Ayala
- 1993 : En quête de justice (A Matter of Justice) : Vince Grella
- 1994 : Missing Parents : Leo
- 1994 : Ray Alexander: A Taste for Justice : Paul Garcia
- 1994 : Blind Justice (en) : Roberto
- 1999 : The Outfitters : P.D. Mijants
- 2002 : Father Lefty : Father Robert 'Lefty' Lefrack
- 2002 : Firestarter : Sous l'emprise du feu (Firestarter 2: Rekindled) : Vincent Sforza
- 2003 : Mafia Doctor : Frank